# Ursula Renz
Ursula Renz (* 1968 in Zürich) ist eine Schweizer Philosophin und Professorin für Philosophie an der Karl-Franzens-Universität Graz (Geschichte der Philosophie).

## Leben
Ursula Renz studierte Philosophie und Germanistik an der Universität Zürich und wurde dort 2000 promoviert und 2007 habilitiert. Von 1998 bis 2002 war sie Assistentin am Philosophischen Seminar der Universität Zürich. Nach Forschungsaufenthalten an der Yale University (2002–2003) und der ENS Lyon (2003–2004) war sie von 2004 bis 2009 am Departement Geisteswissenschaften der ETH Zürich tätig. 2008 wurde sie als Associate Professor an die Roskilde Universität (Dänemark) berufen. 2009 nahm sie den Ruf an die Universität Klagenfurt an, wo sie bis Anfang 2020 als Professorin der Philosophie wirkte. In dieser Zeit nahm sie zudem Forschungsaufenthalte in Harvard (09–12/2013), Konstanz (03/2014–08/2015), Lyon (ENS, Mai 2018) und Warwick (09–11/2019) wahr. Seit Februar 2020 ist sie Professorin für Philosophiegeschichte an der Universität Graz und Leiterin des Alexius-Meinong-Instituts.
Renz war Alexander-von-Humboldt-Stipendiatin. Ihr Buch über Spinoza Die Erklärbarkeit von Erfahrung wurde mit dem Journal of the History of Philosophy Book Prize 2011 als bestes 2010 im Bereich der Philosophiegeschichte publiziertes Buch ausgezeichnet.

## Wirken
In ihrer Forschung verbindet Renz die detailgetreue Rekonstruktion von historischen Positionen mit der Erörterung von Fragen der theoretischen Philosophie. Ihre historischen Schwerpunkte liegen in der Frühen Neuzeit, bei Kant und beim Marburger Neukantianismus. Systematisch arbeitet sie zu Fragen der Erkenntnistheorie (v. a. Selbsterkenntnis), der Metaphysik (Identität und Personenbegriff) sowie der Philosophie des Geistes (Emotionen). 2019 leitete sie ein größeres FWF-Forschungsprojekt: Spinoza and the Concept of the Human Life-Form.
Renz ist Mit-Initiatorin und Gründungsmitglied der interdisziplinären und interuniversitären Forschungsplattform The Exercise of Judgment in the Early Modern Period.
Im Juli 2019 kam das Buch Was denn bitte ist kulturelle Identität? Eine Orientierung in Zeiten des Populismus  auf die Shortlist für den Tractatus-Preis 2019. Im Juli 2020 gab Ursula Renz ein Interview zum Thema "kulturelle Werte", Migration und Begriff der Identität.

## Werke
- Was denn bitte ist kulturelle Identität? Eine Orientierung in Zeiten des Populismus. Schwabe, Basel 2019, ISBN 978-3-7965-3912-1.
- The Explainability of Experience. Subjectivity and Realism in Spinoza’s Theory of the Human Mind. Oxford University Press, New York 2018, ISBN 978-0-19-935017-9.
- Die Erklärbarkeit von Erfahrung. Subjektivität und Realismus in Spinozas Theorie des menschlichen Geistes. Klostermann, Frankfurt 2010, ISBN 978-3-465-03643-2.
- Die Rationalität der Kultur. Zur Kulturphilosophie und ihrer transzendentalen Begründung bei Cohen, Natorp und Cassirer. Meiner, Frankfurt 2002, ISBN 3-7873-1598-5.

### Herausgeberschaften
- Self-Knowledge. A History. Oxford University Press, New York 2017, ISBN 978-0-19-022642-8.
- mit Hilge Landweer: Klassische Emotionstheorien. De Gruyter, Berlin/New York 2008 (Zweite Ausgabe 2012), ISBN 978-3-11-028426-3.
- mit Michael Hampe, Robert Schnepf: Baruch de Spinoza. Ethica more geometrico demonstrata. A Collective Commentary. Brill, Leiden 2011, ISBN 978-90-04-20245-0.
- mit Barbara Bleisch: Zu wenig. Dimensionen der Armut. Seismo, Zürich 2007, ISBN 978-3-03777-050-4.
- mit Peter-Ulrich Merz-Benz: Ethik oder Ästhetik? Zur Aktualität der neukantianischen Kulturphilosophie. Königshausen & Neumann, Würzburg 2004, ISBN 3-8260-2724-8.